# Tomka Ferenc
Tomka Ferenc (Budapest, 1942. június 26. –) magyar római katolikus pap, egyháztörténész, szociológus, egyháztörténész, egyetemi tanár, Tomka Miklós testvére.

## Gyermekkora és tanulmányai
Dr. Tomka Miklós és Farkas Mária második gyermekeként született. Édesapja ebben az időben a Földművelésügyi Minisztérium osztályvezetője volt, akit 1948-ban elbocsátottak állásából, mivel nem írta alá a Mindszenty bíborost elítélő nyilatkozatot. 1951-ben az ötgyermekes családot kitelepítették Budapestről Mádra. 1953-ban vonták vissza a kitelepítési rendeletet, ekkor a család Aszódra költözött. A gyermek Ferencet, akárcsak a bátyját, Miklóst, kitűnő általános iskolai eredményei ellenére, politikai-világnézeti okokból, nem vették fel a helyi gimnáziumba.
Középiskolai tanulmányait a Pannonhalmi Bencés Gimnáziumban végezte. Az érettségit követően a váci egyházmegye kispapjaként Egerben kezdte meg teológiai tanulmányait 1960-ban, a következő évben püspöke a budapesti Központi Papnevelő Intézetbe küldte, majd tanulmányait a Központi Hittudományi Akadémián folytatta. 1965. június 20-án Vácott szentelték pappá.

## Lelkipásztori és tudományos tevékenysége
1965-től Szabadszálláson, 1968-tól Tiszakécskén, majd 1969-től Felsőgödön működött káplánként.
Közben 1966-ban teológiai doktori címet szerzett a Hittudományi Akadémián.
1971-től posztgraduális képzésben vett részt Rómában, a Pápai Magyar Intézet növendékeként: szociológiai tanulmányokat folytatott a dominikánusok által vezetett Aquinói Szent Tamás Pápai Egyetemen; 1973-ban licenciátusi, majd 1975-ben doktori fokozatot nyert. A Rómában töltött évek alatt ismerkedett meg a Fokoláre lelkiségi mozgalommal, melynek – hazatértét követően – egyik magyarországi elterjesztője lett.
1976-tól 1989-ig az Egri Érseki Hittudományi Főiskolán a lelkipásztorkodásra felkészítő tantárgyakat tanította, és ezzel egyidejűleg a budapesti Központi Hittudományi Akadémián tanított magántanárként. Tantárgyai: szociológia, katekétika, lelkipásztorkodástan. 1991 óta tanított a Sapientia Szerzetesi Hittudományi Főiskolán.
Fiatal pap kora óta építője, majd terjesztője volt a rendszer által szigorúan tiltott katolikus ifjúsági- és csoportmunkának, emiatt a rendszerváltásig folyamatos rendőrségi megfigyelés alatt állt.
1989-től 2014-ig alapító plébánosa volt a Káposztásmegyeri Szentháromság Plébániának.
1989 óta az Országos Lelkipásztori Intézet főmunkatársa, az országos Lelkipásztori Napok összefogó vezetője, 1994-től az Esztergom-Budapesti főegyházmegye felnőttképzési referense volt.
2004-től egyetemi tanár volt.
2014-ben egészségi állapotára való tekintettel nyugállományba vonult.
Sok könyv szerzője; több száz tanulmánya, cikke jelent meg különböző folyóiratokban, és számos előadást tartott Magyarországon és külföldön.

## Főbb elismerései
Egyházi elismerés
- Püspöki tanácsos, érseki tanácsos, címzetes apát (1996)

Polgári elismerések
- Az Újpesti Városvédő Egyesület Aranyhorog emlékérme (1995)
- Budapestért díj (1996)
- Újpestért díj (2002)
- A Magyar Érdemrend lovagkeresztje (2012)

## Könyvei
- A keresztény hit legfőbb kérdései – Bécs : Opus Mystici Corporis
- Lelkipásztori teológia: Az egyház látható életének és küldetésének teológiája. – Budapest : Katolikus teológiai főiskolai jegyzetek
- Szentségi lelkipásztorkodás. – Budapest : Jegyzet. Katolikus Teológiai Főiskola
- Intézmény és karizma az egyházban: vázlatok a katolikus egyház szociológiájához. – Budapest : Katolikus Társadalomtudományi Akadémia : Országos Lelkipásztori Intézet
- Istenkeresés a magyar irodalomban: Vázlatok, gondolatok a magyar irodalomból. – Budapest : Szent Gellért Egyházi Kiadó, majd Szent István Társulat
- Az egyház bűnei? Mi igaz, mi nem igaz?: az egyház bűneiről és bocsánatkéréséről katolikusoknak – Budapest : Szent István Társulat
- Halálra szántak, mégis élünk! : egyházüldözés 1945-1990 és az ügynök-kérdés – Budapest : Szent István Társulat
- Nagykorúság Krisztusban: bérmálkozók könyve; [munkatárs] Koroncz László; Rédly Elemér. – Budapest : Szent István Társulat
- Találkozás a kereszténységgel : fiataloknak, felnőtteknek, bérmálkozóknak, katekumeneknek – Budapest : Szent István Társulat
- A Szentföldön Jézus nyomában. DVD és könyv, Szent Jeromos Kiadó
- Biztos út. Szerelemről, szexualitásról értelmesen. Budapest : Szent István Társulat[3]
- Halálra szántak, mégis élünk! Egyházüldözés 1945–1990 és az ügynök-kérdés; 4. átdolg. kiad.; Szt. István Társulat, Budapest, 2016
- Vegyétek a Szentlelket! Bérmálkozók könyve; Szt. István Társulat, Budapest, 2016
- Ferenc pápa családlevele – közelebbről. Családcsoportoknak és mindenkinek; Szt. István Társulat, Budapest, 2017
- Ferenc pápa – próféta vagy eretnek? Új korszak az egyház életében; Kreatív Kontroll Kft., Budapest, 2018
- Biztos út. Szerelemről, szexualitásról értelmesen : serdülőknek, fiataloknak, jegyeseknek, hitoktatóknak, szülőknek, házasságra készülőknek; 5. jav. kiad.; Szt. István Társulat, Budapest, 2019
- Szentségi lelkipásztorkodás és az "új evangelizáció". Lelkipásztori teológia II. Az egyház önmegvalósítása a szentségekben; 5. jav. kiad.; Szt. István Társulat, Budapest, 2019
- A miseliturgia logikája és lelke; Szt. István Társulat, Budapest, 2020